# Culex fragilis
Culex fragilis är en tvåvingeart som beskrevs av Frank Ludlow 1903. Culex fragilis ingår i släktet Culex och familjen stickmyggor. Inga underarter finns listade i Catalogue of Life.